# Firda Marsya Kurnia
Firda Marsya Kurnia   (Garut, 27 de juny de 2000) és una guitarrista i cantant indonèsia de heavy metal en anglès i sondanès. És la vocalista principal i guitarrista de la banda Voice of Baceprot (Les veus sorolloses, en català). El desembre de 2024 va ser nomenada una de les 100 dones més inspiradores del 2024 de la BBC.
Filla de grangers, va créixer en un ambient rural envoltada de vaques i ovelles. De seguida es va interessar per bandes com Nirvana, Metallica i Slipknot. A l'escola islàmica Tsanawiyah Al Baqiyatusso de Garut, el seu poble natal, a l'oest de l'illa de Java, va començar una banda el 2015 amb les seves amigues, la bateria Euis Siti Aisah i la baix Widi Rahmawati. El seu professor Ahba Erza els va ajudar. La banda Voice of Baceprot ha anat evolucionant, sovint han rebut crítiques de persones del seu entorn però han persistit. En passar al heavy metal va passar a ser criticada pels musulmans més conservadors. La banda està formada per dones amb hijab que a través de les lletres que van començar criticant el sistema educatiu, i van passar a denunciar la violència contra les dones i defensar la cura del medi ambient i la llibertat d'expressió.  El juliol del 2023 van publicar el seu àlbum de debut, Retas, tot i que ja havien publicat diversos senzills. El 2024 la seva banda va ser la primera d'Indonèsia en actuar a Glastonbury en els 54 anys d'història del festival. En aquest moment havien fet dues gires per Europa i una per Estats Units. Segons la revista especialitzada Metal Hamer, és "la banda de metall que el món necessita ara".